# گراهام نورتون
گراهام نورتون (به انگلیسی: Graham Norton)(زادهٔ ۴ آوریل ۱۹۶۳) یک مجری ایرلندی است که در انگلستان زندگی می‌کند. او میزبان برنامه تلویزیونی گفتگوی طنز گراهام نورتون است.